# Harry McNish
Harry McNish (Port Glasgow, 11 september 1874 - Wellington, 24 september 1930) was een Brits ontdekkingsreiziger.

## Biografie
McNish nam op 40-jarige leeftijd deel aan de Endurance-expeditie van Ernest Shackleton als timmerman. McNish had zijn kat, Mrs. Chippy, als mascotte mee aan boord genomen. Toen het expeditieschip in pakijs terechtkwam en later zonk, diende men zijn kat te doden, omdat er niet genoeg voedsel beschikbaar was. Vanuit het expeditiekamp op drijfijs werd een zeereis in reddingssloepen uitgevoerd naar Elephanteiland. Dit eiland werd echter zelden aangedaan door walvisvaarders, waardoor de kans dat ze gered werden klein was.
Shackleton koos zes mannen om een lange zeetocht te maken naar Zuid-Georgia, dat 1.300 kilometer verder lag. McNish was een van de zes mannen die aan boord mochten van de James Caird, de sterkste reddingssloep. Voor het vertrek naar Zuid-Georgia maakte McNish de James Caird zeewaardiger. Vijftien dagen na hun vertrek op Elephanteiland bereikte het zestal Zuid-Georgia. Ernest Shackleton, Frank Worsley en Thomas Crean zochten naar hulp op het eiland. Dat vonden ze in walvishaven Stromness. Na de expeditie werd McNish onderscheiden met de Polar Medal.
Na de expeditie werkte McNish op koopvaardijschepen. Later ging hij werken voor de New Zealand Shipping Company op scheepswerven. McNish overleed in Wellington in 1930 op 56-jarige leeftijd.